# Albo d'oro della English Football League Cup

## Vincitori e finalisti
Elenco delle finali della EFL Cup disputate dal 1961 ad oggi.
Andata e ritorno
| N  | Stagione | Vincitore                   | Finalista      | Aggregato | Risultati                       | Stadio           | Città          |
| -- | -------- | --------------------------- | -------------- | --------- | ------------------------------- | ---------------- | -------------- |
| 1ª | 1960-61  | Aston Villa (1º titolo)     | Rotherham Utd  | 3-2       | Rotherham Utd-Aston Villa 2-0   | Millmoor         | Rotherham      |
| 1ª | 1960-61  | Aston Villa (1º titolo)     | Rotherham Utd  | 3-2       | Aston Villa-Rotherham Utd 3-0   | Villa Park       | Birmingham     |
| 2ª | 1961-62  | Norwich City (1º titolo)    | Rochdale       | 4-0       | Rochdale-Norwich City 0-3       | Spotland Stadium | Rochdale       |
| 2ª | 1961-62  | Norwich City (1º titolo)    | Rochdale       | 4-0       | Norwich City-Rochdale 1-0       | Carrow Road      | Norwich        |
| 3ª | 1962-63  | Birmingham City (1º titolo) | Aston Villa    | 3-1       | Birmingham City-Aston Villa 3-1 | St. Andrew's     | Birmingham     |
| 3ª | 1962-63  | Birmingham City (1º titolo) | Aston Villa    | 3-1       | Aston Villa-Birmingham City 0-0 | Villa Park       | Birmingham     |
| 4ª | 1963-64  | Leicester City (1º titolo)  | Stoke City     | 4-3       | Stoke City-Leicester City 1-1   | Victoria Ground  | Stoke-on-Trent |
| 4ª | 1963-64  | Leicester City (1º titolo)  | Stoke City     | 4-3       | Leicester City-Stoke City 3-2   | Filbert Street   | Leicester      |
| 5ª | 1964-65  | Chelsea (1º titolo)         | Leicester City | 3-2       | Chelsea-Leicester City 3-2      | Stamford Bridge  | Londra         |
| 5ª | 1964-65  | Chelsea (1º titolo)         | Leicester City | 3-2       | Leicester City-Chelsea 0-0      | Filbert Street   | Leicester      |
| 6ª | 1965-66  | West Bromwich (1º titolo)   | West Ham Utd   | 5-3       | West Ham-West Bromwich 2-1      | Boleyn Ground    | Londra         |
| 6ª | 1965-66  | West Bromwich (1º titolo)   | West Ham Utd   | 5-3       | West Bromwich-West Ham 4-1      | The Hawthorns    | West Bromwich  |

Gara unica
| N   | Stagione | Vincitore                     | Finalista         | Punteggio             | Stadio               | Città      |
| --- | -------- | ----------------------------- | ----------------- | --------------------- | -------------------- | ---------- |
| 7ª  | 1966-67  | QPR (1º titolo)               | West Bromwich     | 3-2                   | Wembley Stadium      | Londra     |
| 8ª  | 1967-68  | Leeds Utd (1º titolo)         | Arsenal           | 1-0                   | Wembley Stadium      | Londra     |
| 9ª  | 1968-69  | Swindon Town (1º titolo)      | Arsenal           | 3-1 (dts)             | Wembley Stadium      | Londra     |
| 10ª | 1969-70  | Manchester City (1º titolo)   | West Bromwich     | 2-1 (dts)             | Wembley Stadium      | Londra     |
| 11ª | 1970-71  | Tottenham (1º titolo)         | Aston Villa       | 2-0                   | Wembley Stadium      | Londra     |
| 12ª | 1971-72  | Stoke City (1º titolo)        | Chelsea           | 2-1                   | Wembley Stadium      | Londra     |
| 13ª | 1972-73  | Tottenham (2º titolo)         | Norwich City      | 1-0                   | Wembley Stadium      | Londra     |
| 14ª | 1973-74  | Wolverhampton (1º titolo)     | Manchester City   | 2-1                   | Wembley Stadium      | Londra     |
| 15ª | 1974-75  | Aston Villa (2º titolo)       | Norwich City      | 1-0                   | Wembley Stadium      | Londra     |
| 16ª | 1975-76  | Manchester City (2º titolo)   | Newcastle Utd     | 2-1                   | Wembley Stadium      | Londra     |
| 17ª | 1976-77  | Aston Villa (3º titolo)       | Everton           | 0-0 (dts)             | Wembley Stadium      | Londra     |
| 17ª | 1976-77  | Aston Villa (3º titolo)       | Everton           | 1-1 (dts)             | Hillsborough Stadium | Sheffield  |
| 17ª | 1976-77  | Aston Villa (3º titolo)       | Everton           | 3-2 (dts)             | Old Trafford         | Manchester |
| 18ª | 1977-78  | Nottingham Forest (1º titolo) | Liverpool         | 0-0 (dts)             | Wembley Stadium      | Londra     |
| 18ª | 1977-78  | Nottingham Forest (1º titolo) | Liverpool         | 1-0                   | Old Trafford         | Manchester |
| 19ª | 1978-79  | Nottingham Forest (2º titolo) | Southampton       | 3-2                   | Wembley Stadium      | Londra     |
| 20ª | 1979-80  | Wolverhampton (2º titolo)     | Nottingham Forest | 1-0                   | Wembley Stadium      | Londra     |
| 21ª | 1980-81  | Liverpool (1º titolo)         | West Ham Utd      | 1-1 (dts)             | Wembley Stadium      | Londra     |
| 21ª | 1980-81  | Liverpool (1º titolo)         | West Ham Utd      | 2-1                   | Villa Park           | Birmingham |
| 22ª | 1981-82  | Liverpool (2º titolo)         | Tottenham         | 3-1 (dts)             | Wembley Stadium      | Londra     |
| 23ª | 1982-83  | Liverpool (3º titolo)         | Manchester Utd    | 2-1 (dts)             | Wembley Stadium      | Londra     |
| 24ª | 1983-84  | Liverpool (4º titolo)         | Everton           | 0-0 (dts)             | Wembley Stadium      | Londra     |
| 24ª | 1983-84  | Liverpool (4º titolo)         | Everton           | 1-0                   | Maine Road           | Manchester |
| 25ª | 1984-85  | Norwich City (2º titolo)      | Sunderland        | 1-0                   | Wembley Stadium      | Londra     |
| 26ª | 1985-86  | Oxford Utd (1º titolo)        | QPR               | 3-0                   | Wembley Stadium      | Londra     |
| 27ª | 1986-87  | Arsenal (1º titolo)           | Liverpool         | 2-1                   | Wembley Stadium      | Londra     |
| 28ª | 1987-88  | Luton Town (1º titolo)        | Arsenal           | 3-2                   | Wembley Stadium      | Londra     |
| 29ª | 1988-89  | Nottingham Forest (3º titolo) | Luton Town        | 3-1                   | Wembley Stadium      | Londra     |
| 30ª | 1989-90  | Nottingham Forest (4º titolo) | Oldham Athletic   | 1-0                   | Wembley Stadium      | Londra     |
| 31ª | 1990-91  | Sheffield Weds (1º titolo)    | Manchester Utd    | 1-0                   | Wembley Stadium      | Londra     |
| 32ª | 1991-92  | Manchester Utd (1º titolo)    | Nottingham Forest | 1-0                   | Wembley Stadium      | Londra     |
| 33ª | 1992-93  | Arsenal (2º titolo)           | Sheffield Weds    | 2-1                   | Wembley Stadium      | Londra     |
| 34ª | 1993-94  | Aston Villa (4º titolo)       | Manchester Utd    | 3-1                   | Wembley Stadium      | Londra     |
| 35ª | 1994-95  | Liverpool (5º titolo)         | Bolton            | 2-1                   | Wembley Stadium      | Londra     |
| 36ª | 1995-96  | Aston Villa (5º titolo)       | Leeds Utd         | 3-0                   | Wembley Stadium      | Londra     |
| 37ª | 1996-97  | Leicester City (2º titolo)    | Middlesbrough     | 1-1 (dts)             | Wembley Stadium      | Londra     |
| 37ª | 1996-97  | Leicester City (2º titolo)    | Middlesbrough     | 1-0 (dts)             | Hillsborough Stadium | Sheffield  |
| 38ª | 1997-98  | Chelsea (2º titolo)           | Middlesbrough     | 2-0 (dts)             | Wembley Stadium      | Londra     |
| 39ª | 1998-99  | Tottenham (3º titolo)         | Leicester City    | 1-0 (dts)             | Wembley Stadium      | Londra     |
| 40ª | 1999-00  | Leicester City (3º titolo)    | Tranmere          | 2-1                   | Wembley Stadium      | Londra     |
| 41ª | 2000-01  | Liverpool (6º titolo)         | Birmingham City   | 1-1 (dts) (5-4 dtr)   | Millennium Stadium   | Cardiff    |
| 42ª | 2001-02  | Blackburn (1º titolo)         | Tottenham         | 2-1                   | Millennium Stadium   | Cardiff    |
| 43ª | 2002-03  | Liverpool (7º titolo)         | Manchester Utd    | 2-0                   | Millennium Stadium   | Cardiff    |
| 44ª | 2003-04  | Middlesbrough (1º titolo)     | Bolton            | 2-1                   | Millennium Stadium   | Cardiff    |
| 45ª | 2004-05  | Chelsea (3º titolo)           | Liverpool         | 3-2 (dts)             | Millennium Stadium   | Cardiff    |
| 46ª | 2005-06  | Manchester Utd (2º titolo)    | Wigan             | 4-0                   | Millennium Stadium   | Cardiff    |
| 47ª | 2006-07  | Chelsea (4º titolo)           | Arsenal           | 2-1                   | Millennium Stadium   | Cardiff    |
| 48ª | 2007-08  | Tottenham (4º titolo)         | Chelsea           | 2-1 (dts)             | Wembley Stadium      | Londra     |
| 49ª | 2008-09  | Manchester Utd (3º titolo)    | Tottenham         | 0-0 (dts) (4-1 dtr)   | Wembley Stadium      | Londra     |
| 50ª | 2009-10  | Manchester Utd (4º titolo)    | Aston Villa       | 2-1                   | Wembley Stadium      | Londra     |
| 51ª | 2010-11  | Birmingham City (2º titolo)   | Arsenal           | 2-1                   | Wembley Stadium      | Londra     |
| 52ª | 2011-12  | Liverpool (8º titolo)         | Cardiff City      | 2-2 (dts) (3-2 dtr)   | Wembley Stadium      | Londra     |
| 53ª | 2012-13  | Swansea City (1º titolo)      | Bradford City     | 5-0                   | Wembley Stadium      | Londra     |
| 54ª | 2013-14  | Manchester City (3º titolo)   | Sunderland        | 3-1                   | Wembley Stadium      | Londra     |
| 55ª | 2014-15  | Chelsea (5º titolo)           | Tottenham         | 2-0                   | Wembley Stadium      | Londra     |
| 56ª | 2015-16  | Manchester City (4º titolo)   | Liverpool         | 1-1 (dts) (3-1 dtr)   | Wembley Stadium      | Londra     |
| 57ª | 2016-17  | Manchester Utd (5º titolo)    | Southampton       | 3-2                   | Wembley Stadium      | Londra     |
| 58ª | 2017-18  | Manchester City (5º titolo)   | Arsenal           | 3-0                   | Wembley Stadium      | Londra     |
| 59ª | 2018-19  | Manchester City (6º titolo)   | Chelsea           | 0-0 (dts) (4-3 dtr)   | Wembley Stadium      | Londra     |
| 60ª | 2019-20  | Manchester City (7º titolo)   | Aston Villa       | 2-1                   | Wembley Stadium      | Londra     |
| 61ª | 2020-21  | Manchester City (8º titolo)   | Tottenham         | 1-0                   | Wembley Stadium      | Londra     |
| 62ª | 2021-22  | Liverpool (9º titolo)         | Chelsea           | 0-0 (dts) (11-10 dtr) | Wembley Stadium      | Londra     |
| 63ª | 2022-23  | Manchester Utd (6º titolo)    | Newcastle Utd     | 2-0                   | Wembley Stadium      | Londra     |
| 64ª | 2023-24  | Liverpool (10º titolo)        | Chelsea           | 1-0 (dts)             | Wembley Stadium      | Londra     |
| 65ª | 2024-25  | Newcastle Utd (1º titolo)     | Liverpool         | 2-1                   | Wembley Stadium      | Londra     |

## Vittorie per squadra
| Squadra           | Vittorie | Secondi posti | Finali | Stagioni vittorie                                                                        | Stagioni secondi posti                               |
| ----------------- | -------- | ------------- | ------ | ---------------------------------------------------------------------------------------- | ---------------------------------------------------- |
| Liverpool         | 10       | 5             | 15     | 1980-81, 1981-82, 1982-83, 1983-84, 1994-95, 2000-01, 2002-03, 2011-12, 2021-22, 2023-24 | 1977-78, 1986-87, 2004-05, 2015-16, 2024-25          |
| Manchester City   | 8        | 1             | 9      | 1969-70, 1975-76, 2013-14, 2015-16, 2017-18, 2018-19, 2019-20, 2020-21                   | 1973-74                                              |
| Manchester Utd    | 6        | 4             | 10     | 1991-92, 2005-06, 2008-09, 2009-10, 2016-17, 2022-23                                     | 1982-83, 1990-91, 1993-94, 2002-03                   |
| Chelsea           | 5        | 5             | 10     | 1964-65, 1997-98, 2004-05, 2006-07, 2014-15                                              | 1971-72, 2007-08, 2018-19, 2021-22, 2023-24          |
| Aston Villa       | 5        | 4             | 9      | 1960-61, 1974-75, 1976-77, 1993-94, 1995-96                                              | 1962-63, 1970-71, 2009-10, 2019-20                   |
| Tottenham         | 4        | 5             | 9      | 1970-71, 1972-73, 1998-99, 2007-08                                                       | 1981-82, 2001-02, 2008-09, 2014-15, 2020-21          |
| Nottingham Forest | 4        | 2             | 6      | 1977-78, 1978-79, 1988-89, 1989-90                                                       | 1979-80, 1991-92                                     |
| Leicester City    | 3        | 2             | 5      | 1963-64, 1996-97, 1999-00                                                                | 1964-65, 1998-99                                     |
| Arsenal           | 2        | 6             | 8      | 1986-87, 1992-93                                                                         | 1967-68, 1968-69, 1987-88, 2006-07, 2010-11, 2017-18 |
| Norwich City      | 2        | 2             | 4      | 1961-62, 1984-85                                                                         | 1972-73, 1974-75                                     |
| Birmingham City   | 2        | 1             | 3      | 1962-63, 2010-11                                                                         | 2000-01                                              |
| Wolverhampton     | 2        | 0             | 2      | 1973-74, 1979-80                                                                         | —                                                    |
| Middlesbrough     | 1        | 2             | 3      | 2003-04                                                                                  | 1996-97, 1997-98                                     |
| Newcastle Utd     | 1        | 2             | 3      | 2024-25                                                                                  | 1975-76, 2022-23                                     |
| West Bromwich     | 1        | 2             | 3      | 1965-66                                                                                  | 1966-67, 1969-70                                     |
| Leeds Utd         | 1        | 1             | 2      | 1967-68                                                                                  | 1995-96                                              |
| Luton Town        | 1        | 1             | 2      | 1987-88                                                                                  | 1988-89                                              |
| QPR               | 1        | 1             | 2      | 1966-67                                                                                  | 1985-86                                              |
| Sheffield Weds    | 1        | 1             | 2      | 1990-91                                                                                  | 1992-93                                              |
| Stoke City        | 1        | 1             | 2      | 1971-72                                                                                  | 1963-64                                              |
| Blackburn         | 1        | 0             | 1      | 2001-02                                                                                  | —                                                    |
| Oxford Utd        | 1        | 0             | 1      | 1985-86                                                                                  | —                                                    |
| Swansea City      | 1        | 0             | 1      | 2012-13                                                                                  | —                                                    |
| Swindon Town      | 1        | 0             | 1      | 1968-69                                                                                  | —                                                    |
| Bolton            | 0        | 2             | 2      | —                                                                                        | 1994-95, 2003-04                                     |
| Everton           | 0        | 2             | 2      | —                                                                                        | 1976-77, 1983-84                                     |
| Southampton       | 0        | 2             | 2      | —                                                                                        | 1978-79, 2016-17                                     |
| Sunderland        | 0        | 2             | 2      | —                                                                                        | 1984-85, 2013-14                                     |
| West Ham Utd      | 0        | 2             | 2      | —                                                                                        | 1965-66, 1980-81                                     |
| Bradford City     | 0        | 1             | 1      | —                                                                                        | 2012-13                                              |
| Cardiff City      | 0        | 1             | 1      | —                                                                                        | 2011-12                                              |
| Oldham Athletic   | 0        | 1             | 1      | —                                                                                        | 1989-90                                              |
| Rochdale          | 0        | 1             | 1      | —                                                                                        | 1961-62                                              |
| Rotherham Utd     | 0        | 1             | 1      | —                                                                                        | 1960-61                                              |
| Tranmere          | 0        | 1             | 1      | —                                                                                        | 1999-00                                              |
| Wigan             | 0        | 1             | 1      | —                                                                                        | 2005-06                                              |